# De botte botaknol
De botte botaknol is het honderdveertigste stripverhaal uit de reeks van Suske en Wiske. Het is geschreven en grotendeels getekend door Paul Geerts, met hulp van Eduard De Rop en Eugeen Goossens. 
Het werd gepubliceerd in TV Ekspres van 18 augustus 1980 tot en met 31 augustus 1981. De eerste albumuitgave in de Vierkleurenreeks was in november 1981, met nummer 185.

## Locaties
- België, huis van tante Sidonia met biologisch moestuintje, firma Wiedkil, bos, bouwplaatsen snelwegen, verkavelingen, wegen, weilanden

## Personages
- Suske, Wiske met Schanulleke, tante Sidonia, Lambik, Jerom, agent, lady Gemini en andere gebruikers C.B., Botaknol, directeur, man met de snor, handlangers directeur, werknemers fabriek, secretaresse, verhuizer, boeren, koeien

## Uitvindingen
- Vitamitje

## Het verhaal
Lambik heeft een biologisch moestuintje aangelegd bij tante Sidonia. Hij heeft een plan bedacht om de planten een hogere voedingswaarde te laten krijgen, met hulp van een generator. Als tijdens een onweer de bliksem inslaat, komt er een plantje tot leven. Ze brengen dit knolletje naar binnen en Lambik noemt hem Botaknol. De bliksem slaat nu ook in het huis. Hierdoor groeit Botaknol uit tot een grote plant, die fel is gekant tegen snelwegen en verkavelingen. Jerom sluit Botaknol op in de kelder, maar Botaknol ontsnapt en gooit zaadgranaten op een auto. Er groeien meteen veel planten. Suske, Wiske en Lambik kunnen de automobilist bevrijden. Lambik gebruikt zijn C.B. en lady Gemini en anderen lachen hem uit, maar een luisteraar is geïnteresseerd en Lambik vertelt hem alles. 
Enkele dagen later bellen twee mannen aan bij tante Sidonia en zeggen dat ze de telefoon willen controleren. Wiske ziet dat de mannen foto’s nemen en wordt ontvoerd. Lambik en Suske kunnen Wiske bevrijden, maar Schanulleke wordt meegenomen. Lambik herkent de automobilist die ze hebben bevrijd. Botaknol overwint twee graafmachines en de vrienden horen het bericht op de radio. Ze vinden Botaknol, maar hij ontsnapt op een laadbak van een auto. De vrienden zien de directeur met hem wegrijden en worden tijdens de achtervolging geraakt door een zaadgranaat. Ze vinden een plakkaat van de firma Wiedkil en worden door een boer weggesleept. Ze gaan naar firma Wiedkil maar worden meteen weer buiten gezet en klimmen over de muur, ze worden ontdekt en de directeur ontvangt hen dan. De man zegt niets van Botaknol te weten en Suske en Lambik zijn gerustgesteld. Wiske heeft echter een foto van de directeur met de man met de snor gezien en heeft Schanulleke op de bank onder een kussen gevonden. De directeur belt de vrienden en zegt dat Botaknol zal sterven als ze de politie inschakelen.
Tante Sidonia verkleedt zichelf als zonnebloem, Suske en Wiske verkleden zich als viooltjes, Lambik is een roos en Jerom is een gladiool. Met een walkietalkie gaan Suske en Wiske in Vitamitje op zoek. Dan zien ze Botaknol een bouwplaats aanvallen. Ze waarschuwen hun vrienden. Tante Sidonia doet tijdens de omsingeling een dutje. Als ze wakker wordt, vindt ze een boeketje veldbloemen. Ze bedankt Lambik, maar dan verschijnt Botaknol weer. Jerom achtervolgt hem met Suske en Wiske. Jerom loopt in een hinderlaag van de directeur en raakt Botaknol kwijt. Ze overnachten in een kamp in het bos. 
Tante Sidonia krijgt een briefje waarin staat dat ze naar de grote eik bij de beek moet komen. Ze verwacht Lambik, maar het blijkt Botaknol tezijn. Botaknol vertelt dat hij van Sidonia houdt. Botaknol is echter niet van zijn terreurdaden af te houden. Botaknol wordt gevangen en moet een bouwplaats aanvallen, hij raakt verstrikt in prikkeldraad en Jerom kan hem nog net redden voor een aanstormende bulldozer. Botaknol heeft nu spijt van zijn daden. 
Bij firma Wiedkil is een fout gemaakt waardoor er nu te veel vergif in de onkruidverdelger zit. De directeur wil zijn winst niet zien verdampen en promoveert de medewerker die dit meldde tot afdelingschef, op voorwaarde dat hij verder zwijgt. 's Nachts wordt het gif geloosd. Als tante Sidonia en Botaknol de volgende dag een wandeling maken, zien ze dode bomen en zieke koeien. Botaknol gaat in het water staan om zo veel mogelijk gif op te zuigen. Tante Sidonia bezwijkt door het gif en wordt door twee koeien naar haar huis gebracht, ze worden allemaal verzorgd. De vrienden gaan op zoek naar Botaknol met Vitamitje en vinden weer een bordje van de firma Wiedkil. Ze vinden Botaknol, maar worden door een helikopter beschoten. Lambik kan het toestel neerhalen en ze redden de mannen uit het brandende toestel. Een van de mannen heeft spijt dat hij de opdrachten van de directeur heeft ingewilligd voor geld. De directeur ontvoert Botaknol, maar rijdt dan in een blokkade van boeren; Jerom heeft de boeren verwittigd over de vervuiling. Uiteindelijk weten ze de directeur van de fabriek toch staande te houden. 
Lambik gaat op zoek naar Botaknol en ziet hem in paniek tegen een hoogspanningskabel rennen. Botaknol wordt zodoende weer een klein plantje. De directeur moet de schade in het vervuilde gebied herstellen en tante Sidonia verzorgt het plantje liefdevol op haar kamer.